# Староармянский
Староармянский — хутор в Тбилисском районе Краснодарского края.
Входит в состав Песчаного сельского поселения.

## Население
| 2002 | 2010 |
| ---- | ---- |
| 217  | ↗223 |

- ул. Восточная,
- ул. Красная.